# Songthela
Genre
Songthela est un genre d'araignées mésothèles de la famille des Liphistiidae.

## Distribution
Les espèces de ce genre se rencontrent en Chine et au Viêt Nam.

## Liste des espèces
Selon World Spider Catalog (version 26, 20/06/2025) :
- Songthela anhua Zhang & Xu, 2023
- Songthela aokoulong De.-Q. Li, Chen, Liu, Da.-Q. Li & Xu, 2022
- Songthela bispina De.-Q. Li, Chen, Liu, Da.-Q. Li & Xu, 2022
- Songthela bristowei (Gertsch, 1967)
- Songthela ciliensis (Yin, Tang & Xu, 2003)
- Songthela dapo De.-Q. Li, Chen, Liu, Da.-Q. Li & Xu, 2022
- Songthela dongta Han & Xu, 2025
- Songthela goulouensis (Yin, 2001)
- Songthela hangzhouensis (Chen, Zhang & Zhu, 1981)
- Songthela huangyang De. Q. Li, Liu, Da. Q. Li & Xu, 2020
- Songthela huayanxi De.-Q. Li, Chen, Liu, Da.-Q. Li & Xu, 2022
- Songthela jianganensis (Chen, Gao, Zhu & Luo, 1988)
- Songthela jinyun Chen, Liu, Li & Xu, 2022
- Songthela lianhe De.-Q. Li, Chen, Liu, Da.-Q. Li & Xu, 2022
- Songthela lingshang De.-Q. Li, Chen, Liu, Da.-Q. Li & Xu, 2022
- Songthela liui Chen, De. Q. Li, Da. Q. Li & Xu, 2021
- Songthela lixi Zhang & Xu, 2025
- Songthela longbao Chen, Liu, Li & Xu, 2022
- Songthela longhui Zhang & Xu, 2023
- Songthela mangshan (Bao, Yin & Xu, 2003)
- Songthela multidentata De.-Q. Li, Chen, Liu, Da.-Q. Li & Xu, 2022
- Songthela pluma Yu, Li & Zhang, 2018
- Songthela pyriformis Li, Liu & Xu, 2019
- Songthela sapana (Ono, 2010)
- Songthela serriformis Chen, Liu, Li & Xu, 2022
- Songthela shei (Xu & Yin, 2001)
- Songthela shuyuan Li, Liu & Xu, 2019
- Songthela tianmen De.-Q. Li, Chen, Liu, Da.-Q. Li & Xu, 2022
- Songthela tianzhu Chen, De. Q. Li, Da. Q. Li & Xu, 2021
- Songthela unispina De.-Q. Li, Chen, Liu, Da.-Q. Li & Xu, 2022
- Songthela wangerbao Chen, Liu, Li & Xu, 2022
- Songthela wosanensis (Wang & Jiao, 1995)
- Songthela xiangnan De. Q. Li, Liu, Da. Q. Li & Xu, 2020
- Songthela xianningensis (Yin, Tang, Zhao & Chen, 2002)
- Songthela xiujian De.-Q. Li, Chen, Liu, Da.-Q. Li & Xu, 2022
- Songthela yunnanensis (Song & Haupt, 1984)
- Songthela yuping Chen, De. Q. Li, Da. Q. Li & Xu, 2021
- Songthela zhongpo Zhang & Xu, 2023
- Songthela zimugang De.-Q. Li, Chen, Liu, Da.-Q. Li & Xu, 2022
- Songthela zizhu De.-Q. Li, Chen, Liu, Da.-Q. Li & Xu, 2022

## Systématique et taxinomie
Ce genre a été décrit par Ono en 2000 dans les Liphistiidae. Il est placé dans les Heptathelidae par Li en 2022 puis dans les Liphistiidae par Sivayyapram, Kunsete, Xu, Smith, Traiyasut, Deowanish, Li et Warrit en 2024.

## Publication originale
- Ono, 2000 : « Zoogeographic and taxonomic notes on spiders of the subfamily Heptathelinae (Araneae, Mesothelae, Liphistiidae). » Memoirs of the National Science Museum, vol. 33, p. 145-151.